# Dawn of Chromatica
Dawn of Chromatica — третий альбом ремиксов американской певицы Леди Гаги, релиз которого состоялся 3 сентября 2021 года. Проект был выпущен на лейблах Streamline и Interscope Records. Данный альбом содержит ремиксы на песни с шестого студийного альбома Гаги — Chromatica. Альбом охватывает андеграундную музыку, гиперпоп и включает в себя сотрудничества с многочисленными поп- и электропоп-музыкантами.
Цель Гаги с этой пластинкой состояла в том, чтобы продемонстрировать свою любовь и поддержку молодым и начинающим артистам. В записи приняли участие Арка, Рина Саваяма, Пабло Виттар, Charli XCX, Ашникко, Shygirl, Дориан Электра и Бри Ранвей, сохранив при этом вокал Арианы Гранде, Blackpink и Элтона Джона из оригинального альбома. Dawn of Chromatica получил в целом положительные отзывы музыкальных критиков, которые подчеркнули его экспериментальный характер. В коммерческом плане, альбом занял 66-е место в американском чарте Billboard 200, возглавив при этом чарт танцевальных/электронных альбомов.

## История
2 марта 2020 года Леди Гага объявила, что её шестой альбом Chromatica должен выйти 10 апреля. Позже выпуск альбома был отложен из-за пандемии COVID-19, и в конечном итоге он был выпущен 29 мая 2020 года.
4 апреля 2021 года исполнительный продюсер альбома Chromatica BloodPop заявил о возможности выпустить сборник ремиксов на песни с альбома Chromatica, спросив своих подписчиков в Twitter, каких исполнителей они хотели бы видеть в этом проекте. Позже он сам ответил на свой твит и отметил певицу Рину Саваяму, которая ответила на него ухмыляющимся смайликом. BloodPop также подтвердил, что работал с певицей и автором песен Charli XCX над ремиксом на третий сингл с альбома «911», и что альбом ремиксов будет включать раннюю версию песни «Babylon», которая сопровождала рекламу косметического бренда Гаги Haus Laboratories. 8 мая BloodPop сообщил в Twitter, что в записи альбома будет участвовать американский певец и автор песен Дориан Электра. Во время интервью на церемонии вручения премии BRIT Awards 2021 года Саваяма рассказала о проекте, заявив, что «люди в интернете хотят этого, и я внесла свою лепту, скажем так. Работа над этим ведётся». Она также намекнула, что она участвует в ремиксе на четвёртый сингл с Chromatica — «Free Woman».
12 мая 2021 года Charli XCX объявила, что началось создание ремикса на «911». Позже в том же месяце певица, рэпер и автор песен Бри Ранвей рассказала, что участвовала в записи альбома ремиксов во время интервью на «Шоу Джонатана Росса». 10 августа Ранвей объявила, что она появится в ремиксе на песню «Babylon», написав в твиттере текст песни. В тот же день певица и рэпер Ашникко подтвердила своё участие в проекте, и Гага также впервые признала существование альбома, написав в твиттере, что он «чертовски горяч». В течение нескольких недель, предшествовавших анонсу альбома, певица Паблло Виттар намекала, что она будет участвовать в ремиксе на песню «Fun Tonight», а продюсер Lil Texas подтвердил свое участие, опубликовав короткий фрагмент своего ремикса на «Sine From Above». Другие объявленные участники — Shygirl и Арка. Арка сообщила на своём фан-сервере в Discord, что сделала ремикс сингла «Rain on Me», в оригинале которого присутствует певица Ариана Гранде. В ремиксе Арки используются семплы с её песен «Time» и «Mequetrefe» с её четвёртого студийного альбома Kick I (2020), а также трека DJ Yirvin «Mételo Sáculo».
В июле 2021 года продюсер и певица Граймс объявила в своём Discord, что она выпустила ремиксы трех интерлюдий, представленных на Chromatica. Она упомянула, что первоначально пропустила крайний срок для отправки своих ремиксов на лейбл, но позже предположила, что из-за задержки проекта она всё-таки успеет их отправить. Однако после официального анонса альбома 30 августа 2021 года стало очевидно, что Граймс всё-таки не уложилась в срок.

## Содержание
«Chromatica была выпущена в начале глобальной пандемии, луч света для многих в темное время. Dawn of Chromatica — это саундтрек к восходу солнца после этой долгой ночи, в котором представлены работы некоторых из самых дальновидных артистов со всего мира. Dawn of Chromatica — это настоящее сотрудничество между Леди Гагой, известными артистами и сообществом, для сообщества.»
Dawn of Chromatica содержит в основном андеграундное поп- и гиперпоп-звучание. Альбом открывает ремикс на «Alice», сделанный берлинским по происхождению рэпером и продюсером из Филадельфии Lsdxoxo, который описал его как «'Promiscuous Girl' под 2CB» в Твиттере. Второй трек, «Stupid Love», ремикширован французским продюсером Coucou Chloe, которая «убирает бабблгам-биты ведущего сингла, чтобы показать мрачный полуночный движ». Ремикс Арки на песню «Rain on Me» следует в качестве третьего трека; она вводит в песню синтезаторы и сэмплирует песни «Time» и «Mequetrefe» со своего четвертого студийного альбома Kick I, а также трек в стиле Changa tuki «Mételo Sácalo» диджея Yirvin. Ремикс Рины Саваямы и английского продюсера Кларенса Кларити на песню «Free Woman» содержит элементы метала с яростными гитарными риффами и наполнением барабанов, что напоминает альбом Гаги Born This Way. Саваяма начинает песню со слов «Давай, Гага». Переосмысленная Пабло Виттаром «Fun Tonight» состоит из элементов музыки форро.
Ремикс Charli XCX и A. G. Cook на «911» придаёт «трансцендентальное» звучание оригинальной версии, с чрезмерно искажённым припевом и новым куплетом. Ашникко сделала ремикс на «Plastic Doll» в стиле трэп-музыки, изменив оригинальную композицию в среднем темпе. «Sour Candy», с участием южнокорейского гёрл-бэнда Blackpink, превратилась в клубную «попотряску» от Shygirl и продюсера с Гернси Mura Masa. Ремикс, однако, сохраняет лишь вокал Розэ и Лиcы из Blackpink, удаляя вокал Дженни и Джису. Дальше следует EDM-ремикс на песню «Enigma» американского продюсера Doss, который содержит «пульсирующие дропы». Ремикс Дориана Электра на песню «Replay» создан под влиянием метала и содержит «драматический вокал» и «угрожающее рычание».
«Sine from Above», дуэт с английским музыкантом Элтоном Джоном, был ремикширован американским музыкантом Честером Локхартом, канадским музыкантом Mood Killer и Lil Texas. Их версия включает искаженный бас, глитч-трэп, драм-н-бейс, мультяшные звуковые сэмплы, соло на саксофоне и заканчивается музыкой в стиле хардстайл. Английский музыкант Planningtorock превращает «1000 Doves» в нью-вейв трек под влиянием хаус-музыки. Альбом завершается двумя версиями песни «Babylon»: «пульсирующей техно-реконструкцией» с участием Бри Ранвей и американского продюсера Джимми Эдгара, а также «сотрясающей» версией Haus Labs.

## Критический приём
| Совокупная оценка | Совокупная оценка |
| Источник          | Оценка            |
| ----------------- | ----------------- |
| Metacritic        | 74/100            |
| Оценки критиков   |                   |
| Источник          | Оценка            |
| AllMusic          | [ 32 ]            |
| Clash             | 8/10              |
| Pitchfork         | 6.7/10            |
| Slant Magazine    | [ 35 ]            |

Согласно Metacritic, который присваивает нормализованный рейтинг из 100 рецензий основных критиков, Dawn of Chromatica получил 74 балла на основе четырех рецензий, что означает «в целом положительные отзывы».
Нил Зед Янг из AllMusic назвал альбом «смелым и раскрепощенным братом» Chromatica, с «дикими, иногда шумными и всегда захватывающими переосмыслениями». Назвав его «блестяще интересным», Робин Мюррей из Clash заявил, что «этот сборник ремиксов является поводом для восхищения Леди Гагой за её новаторство культуры, одного из немногих истинных поп-талантов этого поколения». Сэм Мерфи из Junkee считал, что альбом ремиксов «раскрывает захватывающий потенциал оригинала». Далее он провёл сравнение с Софи, признав «влияние, которое она оказала на этот футуристический бренд поп-музыки. [...] Движение гипер-поп [...] в значительной степени можно проследить от Софи, и все артисты, которые появляются здесь, демонстрируют некоторое влияние Софи». Вольфганг Рут из Vulture заявил, что «наполненный громкими ремиксами, способными удивить слушателя [...] эта запись, очевидно, нестандартного уровня».
По словам Джеймисона Кокса из Pitchfork, Dawn of Chromatica — это «не столько коллекция клубных бэнгеров, сколько расширение кинематографической вселенной Chromatica», и «меньше похоже на празднование мирового рекорда и больше похоже на передачу факела». Алекс Риготти в статье для Gigwise назвал этот альбом «восхитительно драматичным поп-безумием». Алекса Кэмп из Slant была более критична, высказав мнение, что «альбом представляет собой смешанный сборник, от трека к треку колеблющийся между микро-жанрами и качеством. Если в оригинальном альбоме предпочтение отдавалось поп-хукам, а не музыкальным новшествам, то ремиксы на Dawn of Chromatica броски или вовсе лишены мелодии».

## Коммерческий приём
В Соединенных Штатах Dawn of Chromatica дебютировал под номером 66 в чарте Billboard 200 с 11 000 эквивалентных единиц, возглавив чарт танцевальных/электронных альбомов (Dance/Electronic Albums). Гага установила рекорд по количеству альбомов номер один в данном чарте, а также продлила свой рекорд как артистки с наибольшим количеством недель на первом месте (211 недель). Она также стала первой артисткой в истории, занявшей четыре первые позиции за одну неделю, с Dawn of Chromatica, Born This Way (2011), The Fame (2008) и Chromatica (2020) соответственно.

## Список композиций
| №                   | Название                                                                                            | Автор(ы) | Продюсер(ы)                            | Длительность |
| ------------------- | --------------------------------------------------------------------------------------------------- | --- | -------------------------------------- | ------------ |
| 1.                  | «Alice» (Lsdxoxo remix)                                                                             | Леди Гага BloodPop Аксель Хэдфорс Джастин Трантер Johannes Klahr                                                                   | Lsdxoxo                                | 2:40         |
| 2.                  | «Stupid Love» (Coucou Chloe remix)                                                                  | Гага BloodPop Макс Мартин Tchami Эли Райз                                                                                          | Coucou Chloe                           | 2:36         |
| 3.                  | «Rain on Me» (совместно с Арианой Гранде) (Arca remix)                                              | Гага BloodPop Ариана Гранде Мэтью Бёрнс Ниджа Чарльз Рами Якуб Bresso Александр Ридха Алехандра Герси                              | Арка                                   | 4:23         |
| 4.                  | «Free Woman» (Rina Sawayama and Clarence Clarity remix)                                             | Гага BloodPop Хэдфорс Klahr Рина Саваяма                                                                                           | Clarence Clarity                       | 3:53         |
| 5.                  | «Fun Tonight» (Pabllo Vittar remix)                                                                 | Гага BloodPop Бёрнс Якуб | Пабло Виттар                           | 2:20         |
| 6.                  | «911» (Charli XCX and A. G. Cook remix)                                                             | Гага BloodPop Madeon Трантер Шарлотта Эчисон                                                                                       | A. G. Cook                             | 4:13         |
| 7.                  | «Plastic Doll» (Ashnikko remix)                                                                     | Гага BloodPop Skrillex Якуб Jacob "Jkash" Hindlin Эштон Кейси                                                                      | Oscar Scheller                         | 2:29         |
| 8.                  | «Sour Candy» (совместно с Blackpink) (Shygirl and Mura Masa remix)                                  | Гага BloodPop Бёрнс Якуб Мэдисон Лав Тедди Парк Блейн Муйз                                                                         | Mura Masa                              | 3:45         |
| 9.                  | «Enigma» (Doss remix)                                                                               | Гага BloodPop Бёрнс Hindlin | Doss                                   | 4:29         |
| 10.                 | «Replay» (Dorian Electra remix)                                                                     | Гага BloodPop Бёрнс | Крис Гейти Count Baldor Дориан Электра | 3:49         |
| 11.                 | «Sine from Above» (совместно с Элтоном Джоном) (Chester Lockhart, Mood Killer, and Lil Texas remix) | Гага BloodPop Элтон Джон Хэдфорс Якуб Richard Zastenker Винсент Понтаре Себастьян Ингроссо Klahr Rice Райан Теддер Салем Аль Факир | Честер Лоукхарт Mood Killer Lil Texas  | 4:10         |
| 12.                 | «1000 Doves» (Planningtorock remix)                                                                 | Гага BloodPop Bresso Якуб | Planningtorock                         | 5:05         |
| 13.                 | «Babylon» (Bree Runway and Jimmy Edgar remix)                                                       | Гага BloodPop Бёрнс Bree Runway | Jimmy Edgar                            | 2:48         |
| 14.                 | «Babylon» (Haus Labs version)                                                                       | Гага BloodPop Бёрнс | BloodPop Tchami                        | 3:01         |
| Общая длительность: | Общая длительность:                                                                                 | Общая длительность: | Общая длительность:                    | 49:41        |

## Чарты
| Чарт (2021)                             | Высшая позиция |
| --------------------------------------- | -------------- |
| Австралия (ARIA)                        | 31             |
| Бельгия/Фландрия (Ultratop)             | 67             |
| Бельгия/Валлония (Ultratop)             | 85             |
| Канада (Canadian Albums Chart)          | 89             |
| Нидерланды (Album Top 100)              | 97             |
| Франция (SNEP)                          | 108            |
| Ирландия (Irish Albums Chart)           | 45             |
| Италия (Classifica album)               | 49             |
| Япония (Oricon)                         | 279            |
| Литва (AGATA)                           | 72             |
| Новая Зеландия (RMNZ)                   | 32             |
| Шотландия (Scottish Albums Chart)       | 88             |
| Испания (PROMUSICAE)                    | 81             |
| Великобритания (UK Albums Chart)        | 56             |
| США (Billboard 200)                     | 66             |
| США (Billboard Dance/Electronic Albums) | 1              |

## История релиза
| Регион | Дата            | Формат(ы)                  | Лейбл(ы)              | Ref.   |
| ------ | --------------- | -------------------------- | --------------------- | ------ |
| Мир    | 3 сентября 2021 | Цифровая загрузка Стриминг | Interscope Streamline | [ 58 ] |
| Мир    | 19 ноября 2021  | CD                         | Interscope Streamline | [ 59 ] |
| Мир    | 25 марта 2022   | LP                         | Interscope Streamline | [ 60 ] |